# NGC 5598
NGC 5598 é uma galáxia lenticular (S0) localizada na direcção da constelação de Boötes. Possui uma declinação de +40° 19' 13" e uma ascensão recta de 14 horas, 22 minutos e 28,4 segundos.
A galáxia NGC 5598 foi descoberta em 29 de Abril de 1788 por William Herschel.